# Cecilia Vianini
Cecilia Vianini, née le 19 novembre 1976 à Vérone, est une nageuse italienne. 

## Palmarès

### Championnats d'Europe
- Championnats d'Europe 2000 à Helsinki
  -  Médaille d'argent du 4 × 100 mètres nage libre
  -  Médaille d'argent du 4 × 200 mètres nage libre

### Championnats d'Europe en petit bassin
- Championnats d'Europe en petit bassin 1991 à Gelsenkirchen
  -  Médaille d'argent du 4 × 50 mètres nage libre

### Jeux méditerranéens
- Jeux méditerranéens de 2001 à Tunis
  -  Médaille d'argent du 4 × 100 mètres quatre nages
  -  Médaille de bronze du 50 mètres nage libre
  -  Médaille de bronze du 200 mètres nage libre
  -  Médaille de bronze du 4 × 100 mètres nage libre
  -  Médaille de bronze du 4 × 200 mètres nage libre
- Jeux méditerranéens de 1997 à Bari
  -  Médaille d'argent du 4 × 100 mètres nage libre
- Jeux méditerranéens de 1993 en Languedoc-Roussillon
  -  Médaille d'argent du 100 mètres nage libre
  -  Médaille d'argent du 4 × 100 mètres nage libre

### Universiade
- Universiade d'été de 1999 à Palma
  -  Médaille d'argent du 4 × 100 mètres nage libre
  -  Médaille d'argent du 4 × 200 mètres nage libre
- Universiade d'été de 1997 à Messine
  -  Médaille d'argent du 4 × 100 mètres nage libre
  -  Médaille de bronze du 4 × 200 mètres nage libre
- Universiade d'été de 1995 à Fukuoka
  -  Médaille d'argent du 4 × 100 mètres nage libre